# Triple H
Paul Michael Levesque (Nashua, 27 luglio 1969) è un dirigente d'azienda ed ex wrestler statunitense, meglio conosciuto come Triple H.
Levesque è uno degli azionisti di minoranza nonché vicepresidente esecutivo (settori talenti/eventi live/creativo) della WWE, nella quale appare inoltre come COO ed è il responsabile del team creativo della federazione.
Iniziò la sua carriera nella International Wrestling Federation come Terra Ryzing, prima di entrare nella World Championship Wrestling nel 1994 dove divenne Jean-Paul Lévesque, un aristocratico snob franco-canadese. Passato alla World Wrestling Federation, cambiò ring name in Hunter Hearst Helmsley, che successivamente abbreviò il suo nome in Triple H e formò la D-Generation X, un gruppo di irriverenti ribelli contro il sistema, capeggiato da lui stesso e Shawn Michaels. Dopo lo scioglimento della D-X, ebbe un grosso push come main eventer vincendo numerosi titoli singoli e prese poi parte a una storyline che lo ha visto sposare Stephanie McMahon, figlia di Vince, che in seguito divenne sua moglie anche nella vita reale.
Nel 2003, formò un'altra fazione nota come Evolution con Ric Flair, Batista e Randy Orton per poi riformare la D-X nel 2006 e nel 2009; alla metà del 2013, formò l'Authority, un gruppo costituito da figure dirigenziali di primo piano, come lui e la moglie, nonché numerosi wrestler, e intenzionato a fare tutto ciò che viene ritenuto il meglio per gli affari.
Detenne un totale di ventiquattro titoli e, in particolare, è per quattordici volte campione del mondo, avendo vinto il WWF/E Championship nove volte e il World Heavyweight Championship cinque volte; vinse, inoltre, l'edizione 1997 del torneo King of the Ring, la Royal Rumble (ed. 2002 e ed. 2016) e fu vincitore del Grand Slam Championship. Al di fuori del wrestling, apparve nel film Blade: Trinity e in altri prodotti cinematografici e televisivi.

## Carriera

### Gli inizi (1992–1994)
Levesque è nato e cresciuto a Nashua, nello stato del New Hampshire. In gioventù, era un fan del wrestling e il suo wrestler preferito era Ric Flair. Le prime attività da lui praticate furono il basket e il baseball, alla Nashua South High School. In seguito iniziò ad appassionarsi al body-building, ma il suo sogno nel cassetto era avere un contratto come wrestler professionista. A tal proposito, si iscrive alla scuola di wrestling del leggendario Killer Kowalski, dal quale apprende le arti fondamentali di questo sport. Nel 1992, fa il suo esordio nella Independent Wrestling Federation sotto il nome di Terra Ryzing. Nel luglio dello stesso anno vince l'IWF Heavyweight Championship. Resterà qui fino al 1994, anno in cui verrà messo sotto contratto dalla World Championship Wrestling.

### World Championship Wrestling (1994–1995)
Nei primi mesi del 1994, passò dunque alla World Championship Wrestling; per qualche tempo continuò a lottare col nome di Terra Ryzin, ottenendo poco successo ed una sola title shot per il Television title, ma intorno alla metà del 1994 cambiò gimmick, interpretando Jean-Paul Lévesque, un aristocratico heel franco-canadese. Terminato il suo primo feud con Alex Wright, culminato in un match a Starrcade 1994, Levesque formò per alcuni mesi un tag team con Lord Steven Regal. Dopo circa un anno di permanenza nella WCW, Levesque rifiutò un contratto per un altro anno in WCW e passò alla World Wrestling Federation.

### World Wrestling Federation/Entertainment (1995-presente)

#### The Connecticut Blueblood (1995–1997)

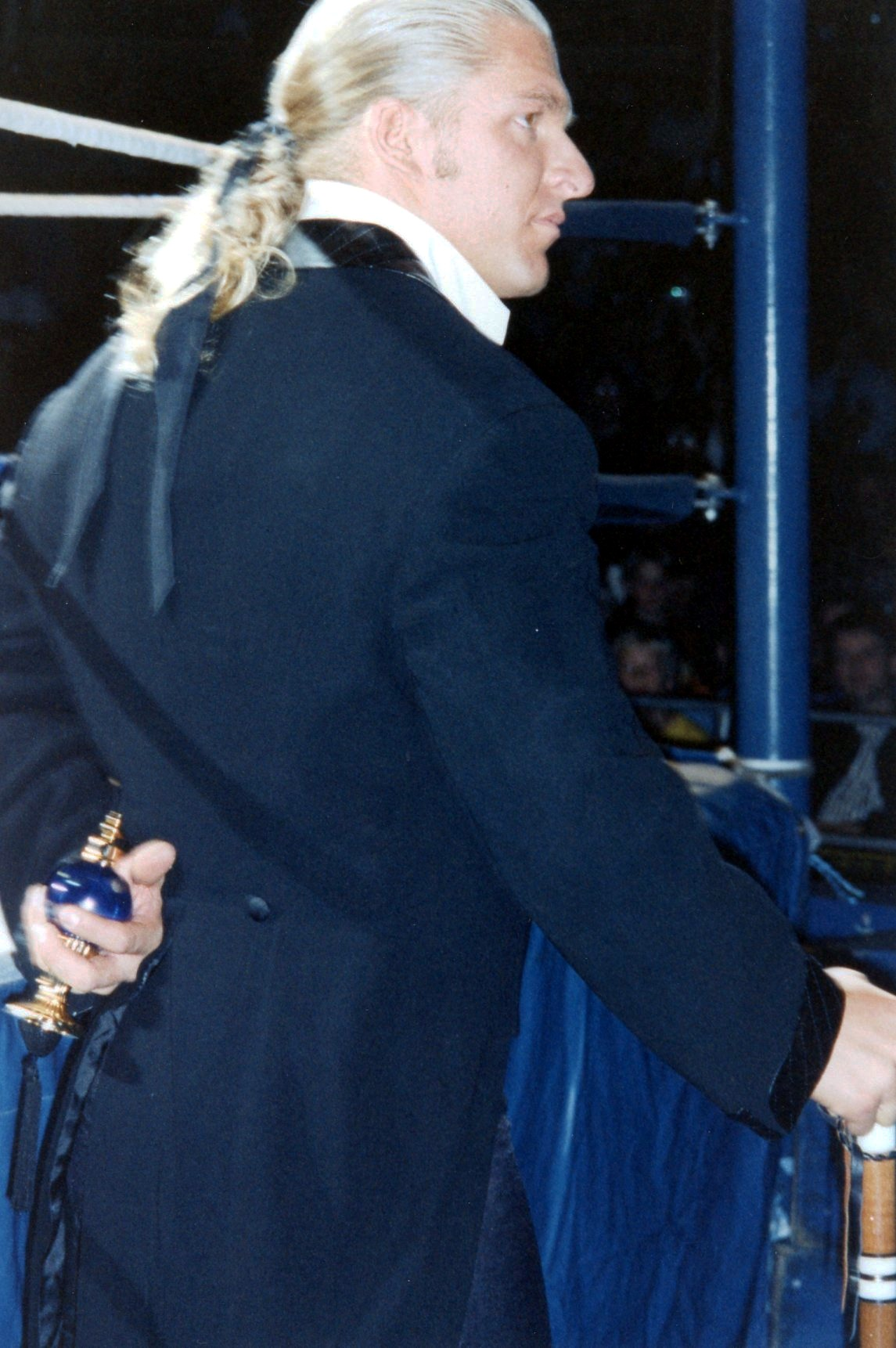
Helmsley indossa un frac e qui ha una tradizionale bottiglia spray per evidenziare il suo snobismo

In una versione modificata della sua gimmick che aveva in WCW, Levesque iniziò la sua carriera in WWF come "The Connecticut Blueblood". In accordo con Levesque, JJ Dillon gli aveva originariamente dato il nome Reginald DuPont Helmsley, ma Levesque chiese un nome con un gioco di parole delle sue tre lettere; la dirigenza aderì al suo nome Hunter Hearst Helmsley. Apparì in alcune vignette registrate che annunciavano il suo debutto, fino a quando fece il suo debutto il 30 aprile 1995 nella puntata di Wrestling Challenge. Helmsley fece il suo debutto in pay-per-view a SummerSlam, dove sconfisse Bob Holly. Verso la fine del 1995, Helmsley iniziò una faida con Henry O. Godwinn, la quale culminò in un hog pen match a In Your House 5: Seasons Beatings, dove Helmsley emerse vincitore. Sebbene venne molto spinto nei primi mesi dopo il suo debutto, la carriera di Helmsley iniziò a rallentare durante il 1996, quando iniziò una faida con Duke "The Dumpster" Droese, che perse nel Free for All alla Royal Rumble. Fino a quell'evento, l'angle incluse delle apparenze televisive ogni settimana con vallette diverse (tra le quali Shae Marks e Tylyn John). Sable fu la sua valletta a WrestleMania XII, e dopo la sua sconfitta contro The Ultimate Warrior, come parte della storyline, Helmsley l'aggredì. Il debuttante Marc Mero - marito di Sable nella vita reale - intervenne per salvarla, iniziando una faida tra i due. Il 1º giugno 1996, Helmsley apparve in un episodio di Superstars affrontando Marty Garner. Quando Levesque cercò di eseguire il Pedigree, Garner invertì la mossa in un double underhook suplex e si procuró un grave infortunio al collo. Levesque era conosciuto per essere stato uno dei membri della Kliq, una stable che includeva Shawn Michaels, Kevin Nash, Sean Waltman e Scott Hall il quale influenzava sulle decisioni di Vince McMahon e del team creativo. Originariamente, Helmsley avrebbe dovuto vincere il torneo King of the Ring di quell'anno, che invece venne vinto da Steve Austin, in seguito all'incidente del Madison Square Garden, nel quale la Kliq interruppe la kayfabe abbracciandosi davanti a tutti. In seguito a quell'incidente, Mr. Perfect divenne il suo manager e vinse per la prima volta l'Intercontinental Championship il 21 ottobre 1996 sconfiggendo Marc Mero. Quando Mr. Perfect se ne andò dalla WWF, il suo abbandono venne spiegato di essere stato frutto del tradimento di Helmsley dopo la conquista dell'Intercontinental Championship. Helmsley detenne il titolo per quattro mesi per poi perderlo il 13 febbraio 1997 nell'episodio speciale di Monday Night Raw intitolato Thursday Night Raw contro Rocky Maivia. Per un breve periodo, Helmsley fu accompagnato da Mr. Hughes. Dopo aver perso il titolo intercontinentale, iniziò una faida con Goldust, che sconfisse a WrestleMania 13. Durante la loro rivalità, Chyna debuttò come sua nuova guardia del corpo.

#### D-Generation X (1997–1999)
Nel maggio dello stesso anno, Helmsley prese parte al torneo King of the Ring, che vinse sconfiggendo Mankind in finale. Più tardi, in quello stesso anno, Shawn Michaels, Helmsley, Chyna e Rick Rude formarono la D-Generation X. La stable divenne presto nota per i promo di Helmsley e Michaels troppo spinti - usando lo slogan "Suck It" e il gesto della lettera "X" con le mani, – deridendo sarcasticamente Bret Hart e il Canada. In quel periodo, Helmsley abbandonò il personaggio dello snob francese ed iniziò ad apparire in T-shirt e giacchette di cuoio e il suo nome venne abbreviato in Triple H. Dopo che la D-X aveva concluso la rivalità con la Hart Foundation, Helmsley continuò la faida con l'unico membro della famiglia Hart rimasto in WWF, Owen Hart, per lo European Championship. Ciò portò ad un match tra i due a WrestleMania XIV, vinto da Triple H dopo che Chyna accecò Sgt. Slaughter e colpì Hart con un colpo basso.

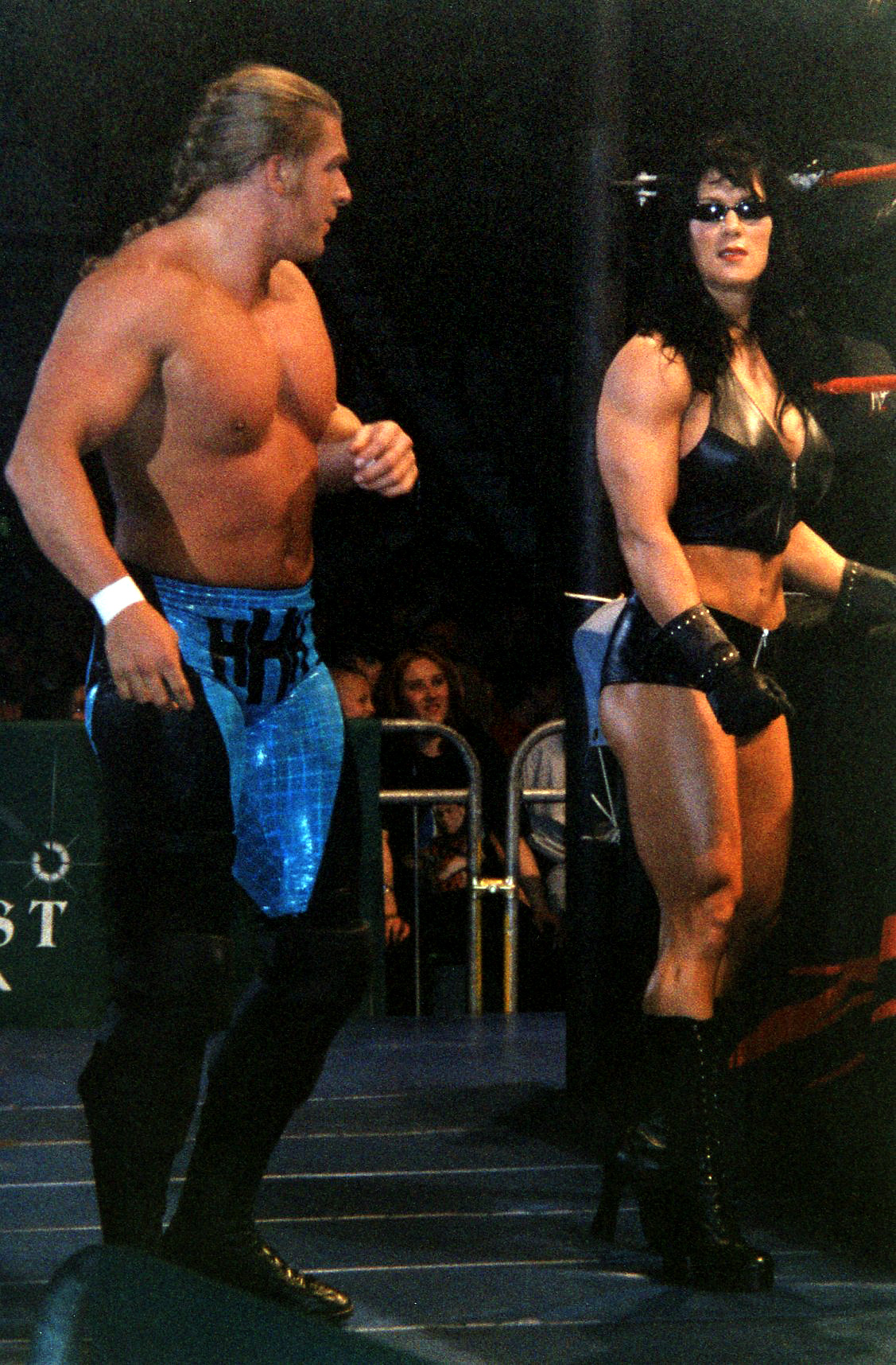
Triple H e Chyna nel 1999

Dopo WrestleMania, Michaels dovette abbandonare temporaneamente la federazione per un infortunio alla schiena (legit) subìto a Royal Rumble. Triple H divenne il leader della D-X, introdusse il rientrante X-Pac e unì le forze con i New Age Outlaws. Pochissimo tempo dopo, con un carro armato, la D-X, comandata da Triple H, cercò di fare irruzione nella arena della rivale WCW. Nei mesi seguenti, la D-X divenne molto popolare e i suoi membri divennero beniamini del pubblico. In seguito, Triple H iniziò una rivalità con il leader della Nation of Domination The Rock. La rivalità si concluse con la vittoria di Triple H in un ladder match per l'Intercontinental Championship a SummerSlam. Helmsley, però, non mantenne il titolo a lungo a causa di un infortunio al ginocchio. Quando The Rock vinse il WWF Championship a Survivor Series, la rivalità tra i due riprese, rispettivamente come membri della D-X e Corporation. Triple H ricevette un'opportunità titolata per il WWF Championship il 25 gennaio 1999 a Raw is War, in un "I Quit" match contro The Rock; l'incontrò si concluse quando Triple H fu forzato ad arrendersi, in quanto Chyna sarebbe stata colpita con una chokeslam da Kane. Ciò portò ad un nuovo angle per Triple H, che vide Chyna tradirlo per schierarsi con la Corporation.
A WrestleMania XV, Triple H perse contro Kane per squalifica dopo che Chyna interferì in favore del primo riunendosi alla D-X. Più tardi, nella stessa sera, Triple H tradì il suo amico di lunga data e membro della D-X, X-Pac, per aiutare Shane McMahon a mantenere lo European Championship, compiendo un turn heel, per poi unirsi alla Corporation. Nel mese di aprile, Triple H incominciò a discostarsi dal suo look che aveva avuto nella D-X, mostrando un nuovo abito da ring più corto e un nuovo taglio di capelli. Dopo aver fallito per numerose volte la conquista del WWF Championship, Triple H e Mankind hanno poi sfidato l'allora campione WWF, Steve Austin, in un triple threat match a SummerSlam, che vide Jesse "The Body" Ventura in qualità di arbitro speciale. Mankind vinse il match dopo aver schienato Steve Austin. La notte seguente, a Raw is War, Triple H sconfisse Mankind per vincere il suo primo WWF Championship.
Triple H perse il WWF Championship contro Mr. McMahon il 16 settembre a SmackDown!, per poi riconquistarlo a Unforgiven in un Six-Pack Challenge, che incluse Davey Boy Smith, Big Show, Kane, The Rock e Mankind. Triple H difese il titolo contro Steve Austin a No Mercy per poi perderlo contro Big Show a Survivor Series in un triple threat match che incluse anche The Rock. Triple H continuò la sua rivalità con Vince McMahon sposando sua figlia, Stephanie McMahon. Ad Armageddon, sconfisse McMahon; ciò portò all'inizio dell'alleanza tra Triple H e Stephanie McMahon conosciuta anche come McMahon-Helmsley Era.

#### McMahon-Hemsley Era (2000–2001)
Dal gennaio 2000, Triple H iniziò ad autoproclamarsi "The Game", facendo intendere di essere al top nel mondo del wrestling e fu soprannominato da Jim Ross "The Cerebral Assassin" (in origine, il soprannome "The Game" avrebbe dovuto essere di Owen Hart, che Triple H adottò in onore di Owen). Nella puntata di Raw is War del 3 gennaio, Triple H sconfisse Big Show per vincere il suo terzo WWF Championship.
Nello stesso mese, Triple H iniziò una faida con Mick Foley, che sconfisse sia alla Royal Rumble in uno street fight match, sia a No Way Out in un hell in a cell match che costrinse Foley al ritiro. A WrestleMania 2000, Triple H schienò The Rock per mantenere il titolo in un fatal 4-way match che incluse Mick Foley e Big Show, che perse a Backlash contro Rock, terminando il suo regno dopo 118 giorni. Triple H riconquistò il titolo tre settimane più tardi, in un iron man match a Judgment Day, per poi perderlo di nuovo contro Rock a King of the Ring. Triple H iniziò poi una rivalità con Chris Jericho, dove quest'ultimo lo sconfisse il 17 aprile a Raw is War conquistando il WWF Championship grazie a un conteggio veloce dell'arbitro Earl Hebner, a causa di ciò il titolo tornò a Triple H e il regno di Jericho non venne riconosciuto. La loro rivalità si concluse in un last man standing match a Fully Loaded, vinto da Triple H. Successivamente, Triple H incominciò una faida con Kurt Angle, inizialmente per il WWF Championship, poi come triangolo amoroso tra se stesso, Angle e Stephanie. Sia Triple H che Angle lottarono nel triple threat match per il WWF Championship contro The Rock a SummerSlam, che Rock mantenne, dopo che Angle subì una commozione cerebrale, dopo aver compiuto un botch in un tentativo di Pedigree di Triple H sul tavolo dei commentatori. La faida ebbe fine a Unforgiven, dove Triple H sconfisse Angle con il Pedigree, dopo un colpo basso della McMahon.
Dopo aver compiuto un breve turn face che lo vide sconfiggere Chris Benoit a No Mercy, Triple H tornò a essere un heel e riniziò la rivalità con "Stone Cold" Steve Austin quando si scoprì che Triple H pagò Rikishi per tenere fuori dai giochi Austin alle Survivor Series dell'anno precedente, causandone l'assenza di un anno. In realtà Austin stette fuori per via di un infortunio al collo e al successivo intervento. Nel novembre 2000, Triple H e Austin si affrontarono in un match alle Survivor Series che terminò quando Triple H cercò di investire di nuovo Austin, ma quest'ultimo lo fece precipitare da un'altezza di 20 metri all'interno di una macchina. Triple H tornò alcune settimane più tardi per attaccare Austin, continuando la faida che si concluse nel 2001 in uno three stages of hell match a No Way Out, vinto da Triple H. Il mese seguente, Triple H iniziò una rivalità con The Undertaker, che quest'ultimo sconfisse a WrestleMania X-Seven. La notte dopo WrestleMania, Triple H interferì nel steel cage match tra Austin (che aveva vinto il WWF Championship la sera prima) e The Rock dove unì le forze con Austin per attaccare The Rock, formando un tag team chiamato The Two-Man Power Trip. Triple H sconfisse Chris Jericho per vincere il suo terzo Intercontinental Championship il 5 aprile a SmackDown!, e lo rivinse per la quarta volta due settimane più tardi sconfiggendo Jeff Hardy. Triple H divenne campione di coppia per la prima volta quando vinse insieme ad Austin il WWF Tag Team Chammpionship a Backlash sconfiggendo Kane e The Undertaker in un "Winner Take All" tag team match, diventando allo stesso tempo un doppio campione.
Durante la puntata di Raw is War del 21 maggio Triple H soffrì di un legittimo infortunio alla gamba: nel main event di quella sera, insieme a Steve Austin, difese il WWF Tag Team Championship contro Chris Jericho e Chris Benoit; ad un certo punto, Jericho imprigionò Austin nella Walls of Jericho e "The Game" corse in aiuto del compagno per interrompere la presa ma, nel farlo, si ruppe il quadricipite sinistro. Triple H fu costretto ad uno stop durato circa nove mesi e non poté quindi partecipare alla storyline dell'Invasion.

#### Evolution (2002–2005)

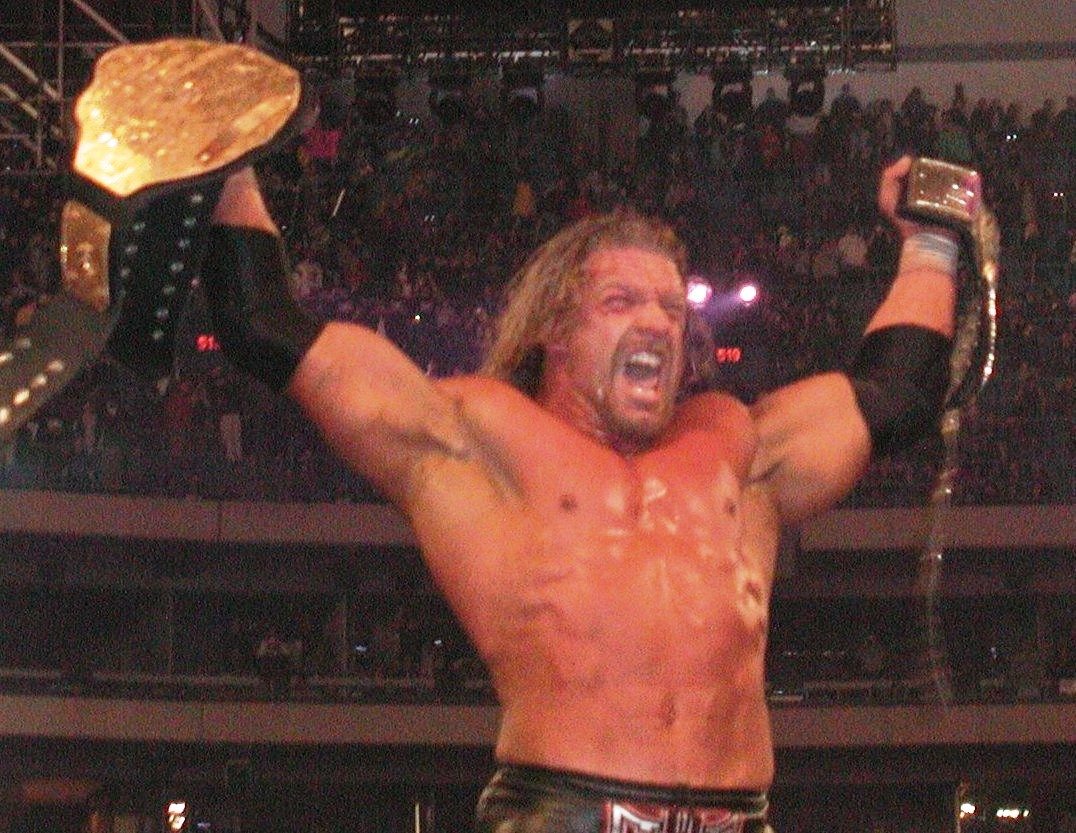
Triple H dopo aver vinto l'Undisputed WWF Championship a WrestleMania X8

Nella puntata di Raw del 7 gennaio 2002, svoltasi al Madison Square Garden di New York, Triple H tornò dopo il lungo infortunio e venne accolto in maniera trionfale dal pubblico presente all'arena. Poche settimane dopo vinse la Royal Rumble entrando con il numero 22 ed eliminando per ultimo Kurt Angle, ricevendo quindi una Title Shot per l'Undisputed WWF Championship a WrestleMania X8, dove Triple H sconfisse Chris Jericho e vinse le cinture. Dopo aver mantenuto il titolo per un mese, lo perse contro Hulk Hogan a Backlash, anche grazie ad un'interferenza di The Undertaker. Triple H divenne poi un'esclusiva del roster di SmackDown! per merito della brand extension e continuò la sua faida con Jericho, culminata in un hell in a cell a Judgment Day, che Triple H vinse, schienando Jericho dopo aver eseguito il Pedigree sul tetto della gabbia. Nella puntata di SmackDown! del 6 giugno, Triple H sconfisse Hogan per diventare il primo sfidante all'Undisputed WWF Championship a King of the Ring contro il campione The Undertaker; tuttavia non riuscì a vincere l'incontro, anche per via delle interferenze di The Rock, presente al tavolo dei commentatori. Contemporaneamente, Shawn Michaels fece il suo ritorno in WWE e si unì al New World Order. Michaels e Kevin Nash progettarono un piano per riportare Triple H a Raw in modo da inserirlo nel gruppo. Mr. McMahon, tuttavia, sciolse l'nWo a causa di alcune complicazioni nel backstage e nominò Eric Bischoff come nuovo general manager di Raw. Una delle prime intenzioni di Bischoff fu quella di seguire il piano dell'nWo e di riportare Triple H nel proprio roster. Triple H tornò a Raw, per merito di Michaels, ma il 22 luglio a Raw, voltò le spalle a Michaels attaccandolo con il Pedigree durante la riunione della D-X, compiendo un turn heel. La settimana seguente, Triple H danneggiò il volto di Michaels addosso al finestrino di una macchina per provare che Michaels era debole. Questi eventi diedero inizio a una lunga rivalità tra i due ex amici, che si affrontarono in un incontro non sanzionato dalla WWE a SummerSlam, che Michaels vinse. Successivamente, dopo il match, Triple H colpì Michaels con il martello costrigendolo ad essere portato via in barella.
Prima del 2 settembre 2002, la WWE riconobbe un solo campione del mondo, il WWE Undisputed Champion, per entrambi i roster di Raw e SmackDown!. Dopo SummerSlam, il WWE Undisputed Champion Brock Lesnar divenne un'esclusiva di SmackDown!, lasciando Raw senza un campione. Così, il general manager di Raw premiò Triple H (che era lo sfidante al titolo) assegnandoli il World Heavyweight Championship.
Triple H si alleò poi con Ric Flair, che cominciò ad assisterlo nei suoi match. HHH mantenne il suo titolo contro Rob Van Dam a Unforgiven quando Ric Flair colpì Van Dam con un martello.
Nell'ottobre 2002, Triple H iniziò una controversa rivalità con Kane, che portò a un match tra i due a No Mercy del 20 ottobre in cui sia l'Intercontinental Championship di Kane che il World Heavyweight Championship di Triple H erano in palio. Nelle settimane precedenti al match, Triple H dichiarò che, alcuni anni prima, Kane ebbe una relazione segreta con una donna di nome Katie Vick. Triple H dichiarò che dopo la morte della ragazza in un incidente stradale, Kane (l'autista) stuprò il cadavere. Triple H più tardi mostrò un video filmato in cui Kane commise l'atto in questione; tuttavia, il filmato andò in onda mostrando Triple H (vestito come Kane) simulare necrofilia con un manichino in una bara. L'angle non fu apprezzato dai fan e fu ridimensionato. Triple H sconfisse Kane a No Mercy e unificò i titoli.
Triple H perse il World Heavyweight Championship nel primo elimination chamber match della storia alle Survivor Series, cintura che vinse Shawn Michaels schienando per ultimo proprio l'ex amico. Successivamente, Triple H sconfisse Rob Van Dam ottenendo un'opportunità titolata al World Heavyweight Championship di Michaels a Armageddon che sconfisse in un three stages of hell match.

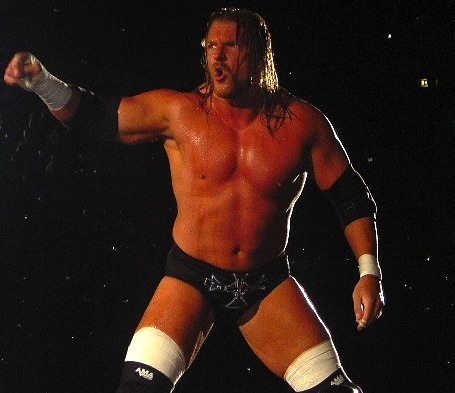
Triple H nel 2005

Nel gennaio 2003, Triple H formò una stable conosciuta come Evolution con Ric Flair, Randy Orton e Batista e secondo Triple H, essa includeva il meglio del passato (Flair), il meglio del presente (Triple H), e il meglio del futuro (Orton e Batista). Il gruppo ricevette un push tra il 2003 e il 2004 e raggiunsero il culmine del loro successo ad Armageddon, dove ogni membro dell'Evolution aveva conquistato un titolo. Triple H mantenne il World Heavyweight Championship per la maggior parte del 2003, difendendolo contro Scott Steiner alla Royal Rumble, contro Booker T a WrestleMania XIX con una storyline a stampo razzista e contro Kevin Nash in due occasioni: a Judgment Day, in cui Triple H perse per squalifica dopo aver colpito l'arbitro con il martello e a Bad Blood in un hell in a cell match. Difese il titolo persino a SummerSlam nel secondo elimination chamber match della storia, eliminando per ultimo Bill Goldberg, dopo che Ric Flair gli passò il suo martello. Dopo il match, Triple H ammanettò Goldberg alla gabbia ed effettuò un pestaggio nei suoi confronti insieme ai membri dell'Evolution. Ciò sancì l'inizio di una faida tra i due, che culminò ad Unforgiven, in cui Triple H perse il titolo dopo 280 giorni di regno in un incontro che prevedeva che in caso di sconfitta, Goldberg avrebbe dovuto ritirarsi. Dopo aver fallito il tentativo di riconquistare il titolo contro Goldberg nella rivincita alle Survivor Series, vinse il titolo un mese più tardi ad Armageddon schienando Goldberg in un triple threat match che incluse anche Kane. Alla Royal Rumble, Triple H e Shawn Michaels si affrontarono in un Last Man Standing match per il World Heavyweight Championship che si concluse in un no contest, come da risultato Triple H rimase campione. Triple H perse il titolo in favore di Chris Benoit a WrestleMania XX in un triple threat match, che incluse anche Shawn Michaels. Triple H fu trasferito nel roster di SmackDown! il 22 marzo a Raw e non riuscì a vincere il WWE Championship contro Eddie Guerrero, dopo che il loro match finì in un no contest. Tornò a Raw senza aver mai combattuto a SmackDown! cercando di reclamare il World Heavyweight Championship nella rivincita di WrestleMania contro Benoit e Michaels a Backlash in un triple threat match; l'incontro fu vinto nuovamente da Benoit.
Triple H finì poi la sua faida con Michaels, sconfiggendolo in un hell in a cell match a Bad Blood, che passò alla storia come l'hell in a cell match più lungo in assoluto, durato ben 50 minuti. Successivamente, Triple H tentò invano di riconquistare il World Heavyweight Championship di Benoit diverse volte, come in un Iron Man Match match durante la puntata di Raw del 26 luglio e a Vengeance. In quell'occasione Triple H perse anche a causa di un errore involontario di Eugene, suo alleato, che permise al canadese di vincere. I due ebbero un match a SummerSlam, in cui Triple H vinse.. Nella stessa sera Randy Orton, suo compagno dell'Evolution, sconfisse Benoit a SummerSlam, vincendo il World Heavyweight Champion. Invidioso della conquista del titolo da parte del compagno alla prima occasione, mentre lui ne ha fallite diverse, Hunter decise di tradire Orton insieme al resto del gruppo, nella puntata di Raw successiva a Summerslam, attuando un pestaggio nei suoi confronti. Ciò ha portato in un match tra i due a Unforgiven con in palio il titolo, vinto da Triple H anche grazie alle interferenze dei compagni dell'Evolution. A
La rivalità proseguì fino alle Survivor Series, nel classico Team VS Team, in cui il team Triple H (Edge, Gene Snitsky, Batista) perse contro il team Orton (Chris Jericho, Chris Benoit, Maven). Il titolo di Triple H venne dichiarato vacante per la prima volta il 29 novembre a Raw al termine di un triple threat match contro Edge e Chris Benoit, terminato in un doppio schienamento. A New Year's Revolution 2005, Triple H vinse l'Elimination Chamber match e divenne campione del mondo per la decima volta. Nelle settimane successive, Triple H ebbe diversi diverbi con Batista, soprattutto in merito alle vicende nell'Elimination Chamber (Triple H non aiutò volontariamente Batista mentre veniva eliminato da Orton). Hunter tentò di manipolare in tutti i modi l'Animale, prima intimandolo di non partecipare al royal rumble match, in cui Batista partecipò comunque e vinse, e poi cercando di convincerlo a passare a Smackdown! ad affrontare l'allora WWE Champion JBL. Batista, scoperto l'inganno, attaccò Triple H, effettuando un turn face e rimanendo quindi a Raw, siglando il match tra i due a WrestleMania 21.
 Allo Showcas of Immortals, Triple H perse match e cintura contro Batista. Perse anche le successive due rivincite a Backlash e a Vengeance in un hell in a cell ricordato come uno dei più belli e violenti in assoluto. Triple H tra l'altro perse la sua imbattibilità in questo tipo di incontro. Dopo Vengeance, Triple H non fu più autorizzato ad avere rivincite finché Batista fosse rimasto campione, quindi si prese un periodo di pausa per curare alcuni problemi al collo.
Dopo quattro mesi, Triple H tornò a Raw il 3 ottobre, facendo coppia con Ric Flair per sconfiggere Chris Masters e Carlito. Dopo il match, voltò le spalle a Flair colpendolo con il martello ed aggredirlo barbaramente, scaturendo così una faida tra i due. Flair difese l'Intercontinental Championship contro Triple H in uno steel cage match a Taboo Tuesday, dove vinse, mantenendo la cintura. Successivamente, Triple H si prese la rivincita sconfiggendo Flair in un Last Man Standing match senza il titolo in palio alle Survivor Series terminando la faida.

#### Reunion della D-Generation X (2006–2007)
Dopo non essere riuscito a vincere il royal rumble match dell'omonimo pay-per-view, Triple H vinse il Road to Wrestlemania Tournament garantendogli un'opportunità titolata al WWE Championship a WrestleMania 22, dove fu sconfitto da John Cena per sottomissione. Più tardi in quel mese, Triple H fu incluso in un altro incontro per il WWE Championship, contro Edge e Cena in un triple threat match a Backlash, vinto da Cena. A fine match, arrabbiato per la sconfitta, un sanguinante Triple H usò lo sledgehammer per colpire sia Edge che Cena eseguendo poi il gesto della D-X con le braccia incrociate. Successivamente tentò di conquistare il titolo WWE contro Cena in numerose occasioni fallendo, dando la colpa a Vince McMahon, ciò portò all'inizio della rivalità tra i McMahon e Triple H.

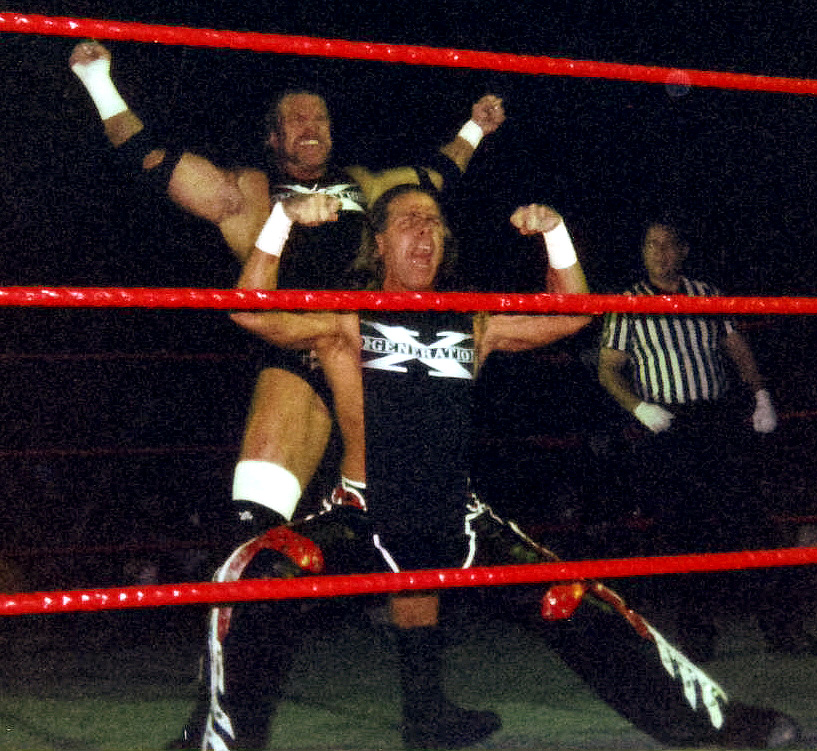
La D-X esegue la sua caratteristica posa.

Shawn Michaels tornò nella puntata di Raw del 12 giugno e si riunì con Triple H per riformare la D-Generation X, con ciò quest'ultimo divenne un beniamino del pubblico per la prima volta dal 2002. La D-X sconfisse la Spirit Squad a Vengeance in un 5-on-2 handicap match. La D-X continuò la faida con Mr. McMahon, Shane McMahon e la Spirit Squad nelle settimane seguenti, sconfiggendo la Spirit Squad ancora una volta a Saturday Night's Main Event del 18 luglio in un 5-on-2 elimination match e i McMahon a SummerSlam. A Unforgiven, la D-Generation X sconfisse di nuovo i McMahon e l'allora ECW World Champion Big Show in un 3-on-2 Handicap hell in a cell match. Durante il match, imbarazzò Vince costringendolo a baciare il sedere di Big Show, e la D-X vinse quando Triple H ruppe lo sledgehammer sopra le spalle di Mr. McMahon dopo che Michaels aveva eseguito una Sweet Chin Music.
Conclusasi la faida con i McMahon, Triple H e Michaels iniziarono una rivalità con il team Rated-RKO formato da Randy Orton ed Edge. A Cyber Sunday, la D-X fu sconfitta dal team Rated-RKO grazie all'aiuto dell'arbitro speciale Eric Bischoff che aiutò Orton ed Edge a vincere l'incontro. Alle Survivor Series, la D-X ottenne la sua vendetta sconfiggendo il team di Edge e Orton senza subire nemmeno un'eliminazione in un Survivor Series Elimination match. Nel gennaio 2007 a New Year's Revolution, la D-X ed i Rated-RKO si affrontarono in un incontro terminato in un no contest dopo che Triple H soffrì di un infortunio rompendosi uno dei quattro tendini del quadricipite della gamba (infortunio simile a quello del 2001). L'intervento fu eseguito con successo il 9 gennaio dal Dr. James Andrews.

#### WWE Champion e varie faide (2007–2009)

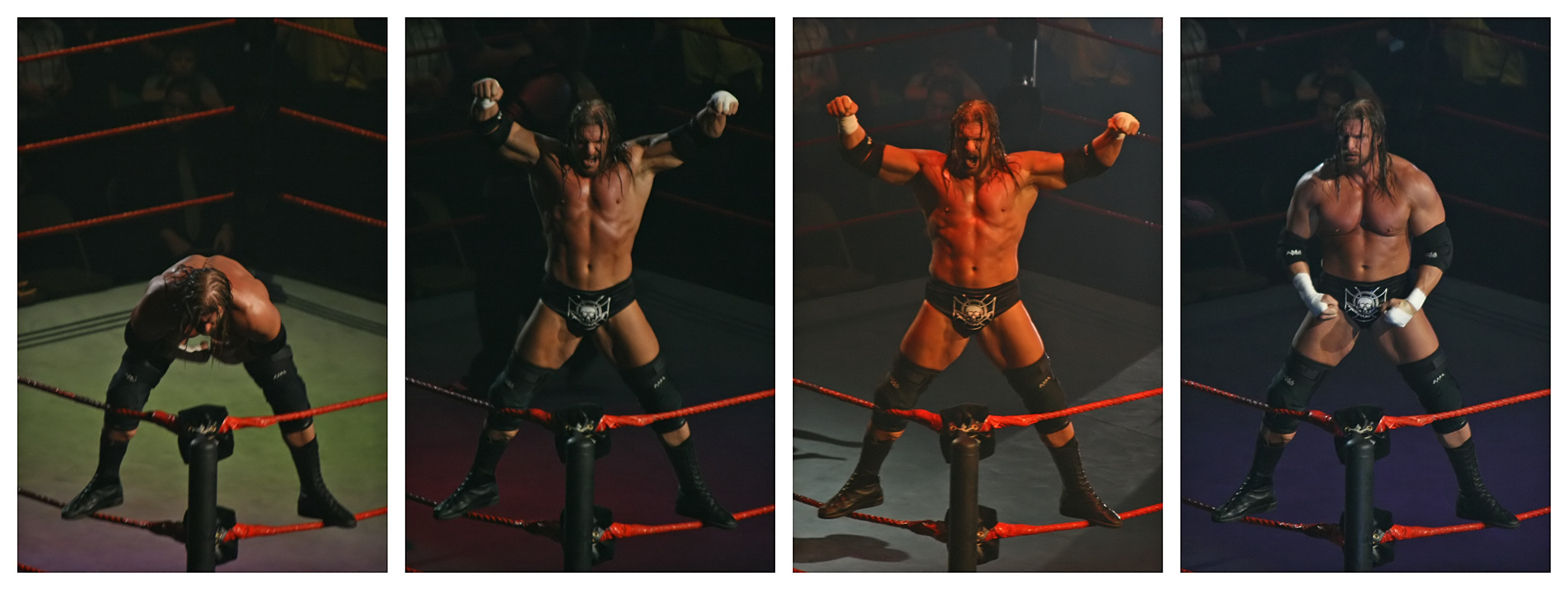
Triple H esegue la sua caratteristica posa sulle corde

Triple H fece il suo ritorno a SummerSlam dove sconfisse King Booker. Due mesi più tardi a No Mercy, Triple H avrebbe dovuto affrontare Umaga in un incontro singolo, ma all'inizio della serata, decise di affrontare il neo incoronato campione WWE Randy Orton per il titolo, che vinse diventando per l'undicesima volta campione del mondo e sei volte campione WWE, ed ha poi difeso il titolo contro Umaga in un incontro regolare dopo che Mr. McMahon aveva annunciato che il match sarebbe stato per il titolo WWE. Sempre nella stessa sera, McMahon concedette a Orton la rivincita contro Triple H in un Last Man Standing match, che Orton vinse. Il regno titolato di Triple H fu il quinto regno più corto nella storia della WWE. A No Way Out, vinse il Raw Elimination Chamber match ottenendo un'opportunità titolata per il WWE Championship a WrestleMania XXIV, che non vinse in quanto Orton rimase campione dopo aver schienato John Cena in un triple threat match. Un mese più tardi, a Backlash, Triple H vinse il WWE Championship in un fatal four-way elimination match sconfiggendo l'ex campione Orton, Cena e John "Bradshaw" Layfield, inoltre raggiunse The Rock in classifica di maggior numero di WWE Championship conquistati. Triple H difese con successo il titolo contro Orton in due match, entrambi vinti da Triple H: il primo a Judgment Day in uno Steel Cage match, e il secondo in un No Holds Barred match, a One Night Stand. Durante l'incontro Orton si infortunò a una clavicola, cioè interruppe anzitempo la rivalità tra i due.

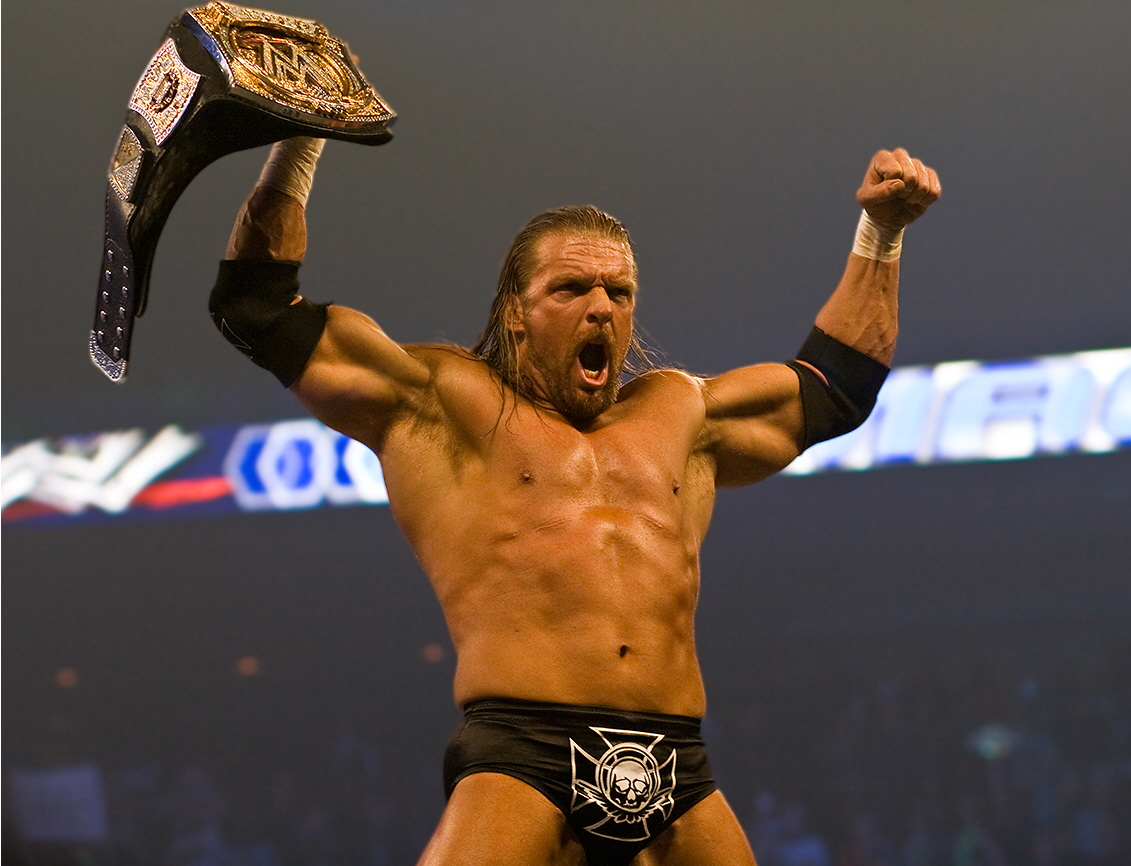
Triple H come WWE Champion nel 2008

Triple H sconfisse pulito John Cena a Night of Champions, e nella puntata di Raw del 23 giugno, con la draft lottery, passò per la prima volta nel roster di SmackDown, portando con sé il WWE Championship. Triple H difese il WWE Championship per tutta l'estate sconfiggendo Edge a The Great American Bash e The Great Khali a SummerSlam. A Unforgiven, difese con successo il WWE Championship in uno Scramble match, risultando l'unico campione a mantenere il titolo in tale incontro. Un mese più tardi, iniziò una rivalità con Jeff Hardy, che sconfisse in due occasioni a No Mercy e Cyber Sunday con il titolo in palio.
Alle Survivor Series, Triple H dovette originariamente difendere il titolo in un triple threat match contro Vladimir Kozlov e Jeff Hardy, ma Hardy venne trovato privo di senso in una stanza di albergo (kayfabe). Durante il match, l'allora general manager di SmackDown Vickie Guerrero annunciò che Edge avrebbe fatto parte dell'incontro. Hardy interferì e colpi accidentialmente Triple H con una sedia di acciaio, permettendo a Edge di vincere il titolo WWE terminando il suo regno dopo 210 giorni. Dopo aver fallito la riconquista del titolo a Armageddon, Triple H partecipò a Royal Rumble match con il numero sette, ma venne eliminato per ultimo dal vincitore Randy Orton. A No Way Out, Triple H vinse il WWE Championship nell'Elimination Chamber match di SmackDown, portando il suo record a otto regni. Il record fu superato nel 2011 quando John Cena vinse il WWE Championship per la nona volta.
Nella puntata di Raw del 16 febbraio, Triple H fece un'apparizione con Stephanie e Shane McMahon, dopo essere stati attaccati da Randy Orton. Nella puntata di SmackDown del 20 febbraio, Triple H fu intervistato da Jim Ross; nell'intervista, vennero mostrato delle immagini che mostravano i momenti salienti della puntata di Raw del 16 febbraio. Ross chiese a Triple H come si sentì dopo aver visto quelle immagini, quest'ultimo in risposta, ruppe la kayfabe dicendo che Vince McMahon era suo suocero, Shane era suo cognato e Stephanie era sua moglie, ciò originò una rivalità tra lui e Orton. Nella puntata di Raw del 23 febbraio, ebbe un confronto con Orton, prima di colpire quest'ultimo, Ted DiBiase Jr. e Cody Rhodes con lo sledgehammer. A WrestleMania XXV, sconfisse Orton mantenendo il titolo WWE, che perse nel pay-per-view successivo, Backlash, in un six-man tag team match in seguito a un Punt Kick di Orton. Dopo sei settimane di stop, affrontò nuovamente Orton in un Three stages of hell match a The Bash, vinto da Orton sul punteggio di 2–1. A Night of Champions, perse un triple threat match titolato contro Orton che incluse anche John Cena.

#### Nuova reunion della D-X (2009–2010)
Nella puntata di Raw del 10 agosto, Triple H incontrò Shawn Michaels in una caffetteria del Texas dove Michaels lavorava come chef; per tutto lo show, Triple H cercò di convincerlo a tornare in WWE. Dopo alcuni incidenti (tra cui una griglia di hamburger andata a fuoco), Michaels decise di riformare la D-X e di affrontare la Legacy a SummerSlam. La settimana seguente a Raw, Triple H e Shawn Michaels si riunirono ufficialmente come D-X, ma poco prima del loro promo, vennero attaccati dalla Legacy. A SummerSlam, la D-X sconfisse la Legacy. A Breaking Point, la Legacy si prese la rivincita sconfiggendo la D-X nel primo Submissione falls count anywhere match di sempre. La rivalità si concluse a Hell in a Cell, dove la D-X sconfisse la Legacy in un hell in a cell match.

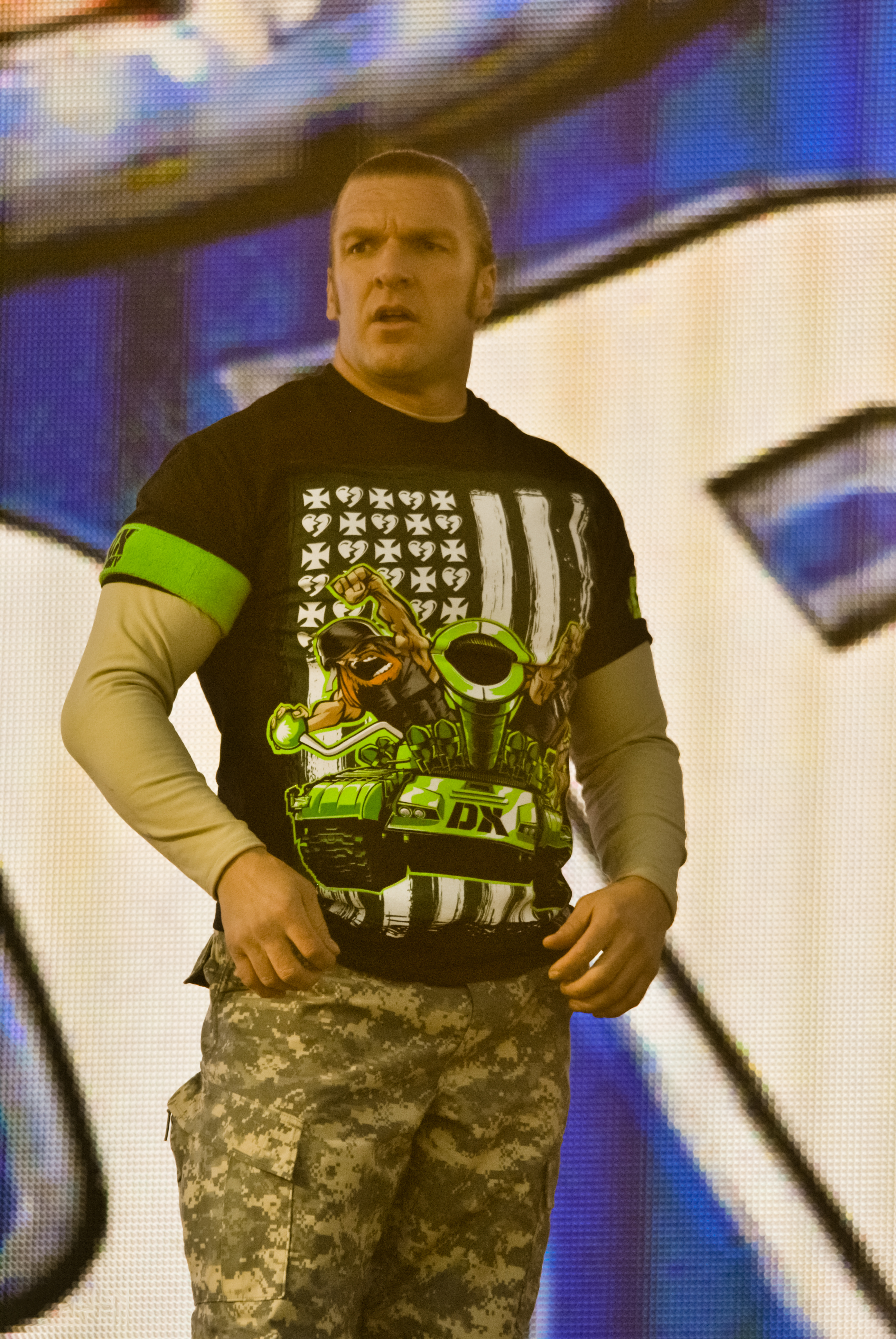
Triple H al Tribute to the Troops nel 2010

Alle Survivor Series, Triple H affrontò Michaels e John Cena in un triple threat match per il WWE Championship, vinto da Cena. A TLC: Tables, Ladders & Chairs del 13 dicembre, la D-X sconfisse i Jeri-Show e vinse lo Unified WWE Tag Team Championship in un tables, ladders and chairs match. Nella puntata di Raw dell'11 gennaio 2010, Mike Tyson, ospite speciale della serata, lottò in coppia con Jericho per affrontare la D-X; tuttavia, dopo la fine della contesa, Tyson voltò le spalle a Jericho colpendolo. Alla Royal Rumble, partecipò all'omonimo match con il numero 8, ma fu eliminato dal suo compagno di coppia Shawn Michaels. Nella puntata di Raw del 1º febbraio, si qualificò all'Elimination Chamber match sconfiggendo Jack Swagger. La settimana successiva, la D-X perse il Unified WWE Tag Team Championship contro gli ShoMiz in un triple threat elimination tag match, che incluse anche la CM Punk e Luke Gallows. A Elimination Chamber, non riuscì a vincere il WWE Championship, vinto da John Cena. Nella puntata di Raw del 1º marzo, la D-X perse la rivincita per il titolo di coppia. A WrestleMania XXVI, sconfisse Sheamus, mentre, Michaels perse contro The Undertaker e fu costretto a ritirarsi. La faida continuò con una rivincita a Extreme Rules, dove Sheamus sconfisse Triple H in uno street fight match. Dopo Extreme Rules, Triple H si prese un periodo di pausa per curare degli infortuni. Tornò sulle scene durante la puntata del Tribute to the Troops del 18 dicembre, salendo sul ring con Shawn Michaels.

#### COO e varie faide (2011–2013)
Nella puntata di Raw del 21 febbraio 2011, Triple H tornò interrompendo The Undertaker e lo sfidò in un match a WrestleMania XXVII, che più tardi divenne un no holds barred match. Una settimana più tardi, attaccò Sheamus con ul Pedigree sul tavolo dei commentatori, vendicandosi per l'attacco subìto dieci mesi prima. A WrestleMania XXVII, perse contro The Undertaker. Nella puntata di Raw del 18 luglio, tornò in nome del consiglio direttivo della WWE comunicando a suo suocero, Vince McMahon, la rimozione dall'incarico di chairman della federazione. Ciò avvenne durante una storyline dove CM Punk vinse il WWE Championship e abbandonò la federazione. Annunciò che avrebbe arbitraro il match tra per l'unificazione del WWE Championship a SummerSlam. Anche se contò lo schienamento vincente di Punk, il piede di John Cena era sulle corde, in quanto avrebbe dovuto interrompere il conteggio. Dopo il match, Kevin Nash, amico di lunga data di Triple H, attaccò Punk e permise a Alberto Del Rio di incassare il Money in the Bank per vincere il WWE Championship. Tuttavia, Nash e Punk chiesero un match tra di loro, ma Triple H licenziò Nash per insubordinazione e prese il posto di quest'ultimo per affrontare Punk in un No Disqualification match a Night of Champions con il ruolo di COO in palio, che vinse nonostante le interferenze di John Laurinaitis, Nash, The Miz e R-Truth. Dopo aver ripetutamente attaccato Miz e Truth, la maggioranza dello staff della WWE sfiduciò Triple H dal ruolo di direttore operativo. Mr. McMahon tornò dopo aver riottenuto il ruolo di chairman, decidendo di lasciare a Triple H il ruolo di COO e nominò John Laurinaitis come nuovo general maanger di Raw, Laurinaitis mise Triple H in un incontro di coppia con Punk contro Miz e Truth a Vengeance, vinto da Miz e Truth. La notte seguente, a Raw, fu attaccato da Nash con un martello e venne immediatamente portato al pronto soccorso. Più tardi, la WWE annunciò che Triple H aveva subìto la frattura a una vertebra, e che sarebbe stato fuori a tempo indeterminato. Tornò il 12 dicembre nella puntata speciale dedicata agli Slammy Awards dove venne premiato con la statuetta "Oh my God moment" per la Tombstone Piledriver eseguita su The Undertaker a WrestleMania XXVII. A Tables, Ladders & Chairs del 18 dicembre, sconfisse Nash in uno sledgehammer ladder match, dopo averlo attaccato con lo sledgehammer.

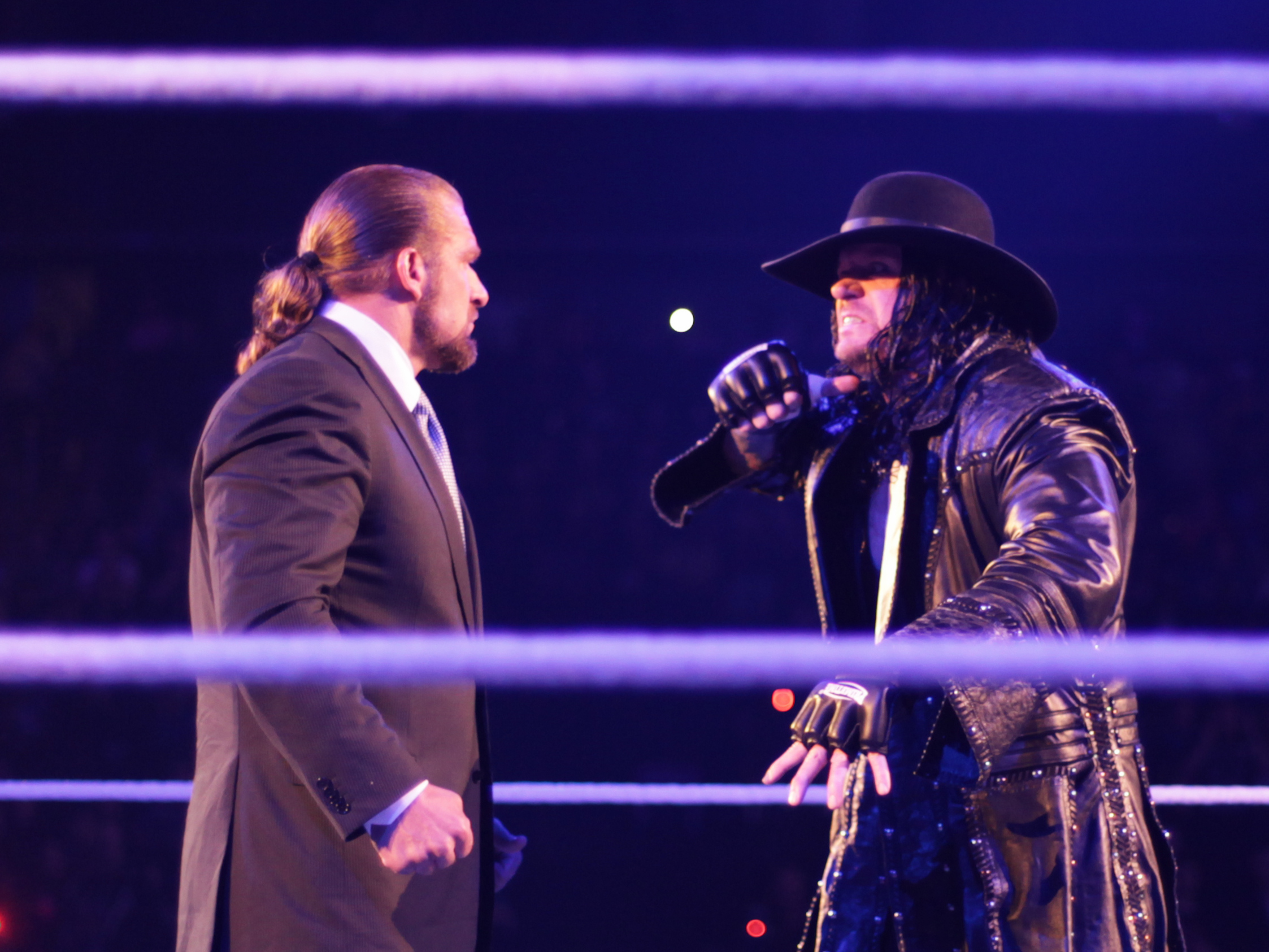
Triple H subisce la taunt di The Undertaker in vista del loro secondo consecutivo match a WrestleMania.

Triple H fece il suo ritorno il 30 gennaio 2012 a Raw per valutare l'operato di Laurinaitis come general manager. Ma prima di poter fare la sua decisione, venne interrotto da The Undertaker. Dopo aver inizialmente rifiutato la rivincita in quanto non voleva macchiare l'eredità di The Undertaker, Triple H accettò la sfida dopo essere stato chiamato codardo dall'Undertaker e di vivere dietro l'ombra di Shawn Michaels, ma a condizione che l'incontro si sarebbe dovuto svolgere all'interno dell'cell in a cell. A WrestleMania XXVIII, perse contro The Undertaker.
Tornò nella puntata di Raw del 30 aprile, rifiutando i vantaggi del contratto di Brock Lesnar, che poco dopo rompe il braccio del COO con la Kimura Lock (storyline). Due settimane più tardi, Triple H si confrontò con il legale di Lesnar, Paul Heyman, il quale annunciò che Lesnar fece causa alla WWE per aver strappato il contratto che lo legava alla federazione. Il COO attaccò Heyman, che in tutta risposta disse che sarebbe scatta una seconda denuncia per essere stato assalito da Triple H. A No Way Out, sfidò Lesnar, che non era presente al pay-per-view, in un match a SummerSlam, che Heyman rifiutò in nome di Lesnar la notte seguente a Raw. Nella puntata di Raw 1000, Stephanie McMahon provocò Heyman riguardo alla sfida lanciata dal marito Triple H a Lesnar, in seguito accettata da quest'ultimo. A SummerSlam, Triple H venne sconfitto da Lesnar dopo aver ceduto alla Kimura Lock. Nella puntata di Raw del 27 agosto, Triple H tenne un discorso riguardo alla sua carriera, dicendo che ormai era arrivata ad un bivio, ma non fece una decisione definitiva. Nella puntata di Raw del 17 dicembre, fece un'apparizione per ritirare lo Slammy Awards per il premio di miglior match dell'anno a WrestleMania XXVIII contro The Undertaker apparendo per la prima volta con un nuovo taglio di capelli. Triple H fece il suo ritorno il 25 febbraio 2013 a Raw, iniziando una rissa con Brock Lesnar, che aveva cercato di attaccare Mr. McMahon, che si concluse quando Lesnar sanguinò alla testa che richiese 18 punti di sutura. La settimana seguente, Triple H lanciò una sfida a Lesnar per una rivincita a WrestleMania 29, accettata da Lesnar a condizione che sarebbe stato lui a scegliere la stipulazione. La settimana successiva, dopo la firma del contratto, Triple H attaccò Heyman, e quest'ultimo annunciò che la stipulazione sarebbe stata un No Holds Barred match con la carriera di Triple H in palio. A WrestleMania, sconfisse Lesnar dopo averlo colpito con il Pedigree sui gradoni d'acciaio. Nella puntata di Raw del 15 aprile, Heyman sfidò Triple H in nome di Lesnar in uno steel cage match a Extreme Rules, accettata da Triple H la settimana seguente. A Extreme Rules, fu sconfitto da Lesnar. La notte dopo a Raw, affrontò il nuovo cliente di Heyman, Curtis Axel. L'incontro si concluse in un no contest dopo che Triple H subì una commozione cerebrale (kayfabe).

#### The Authority (2013–2016)

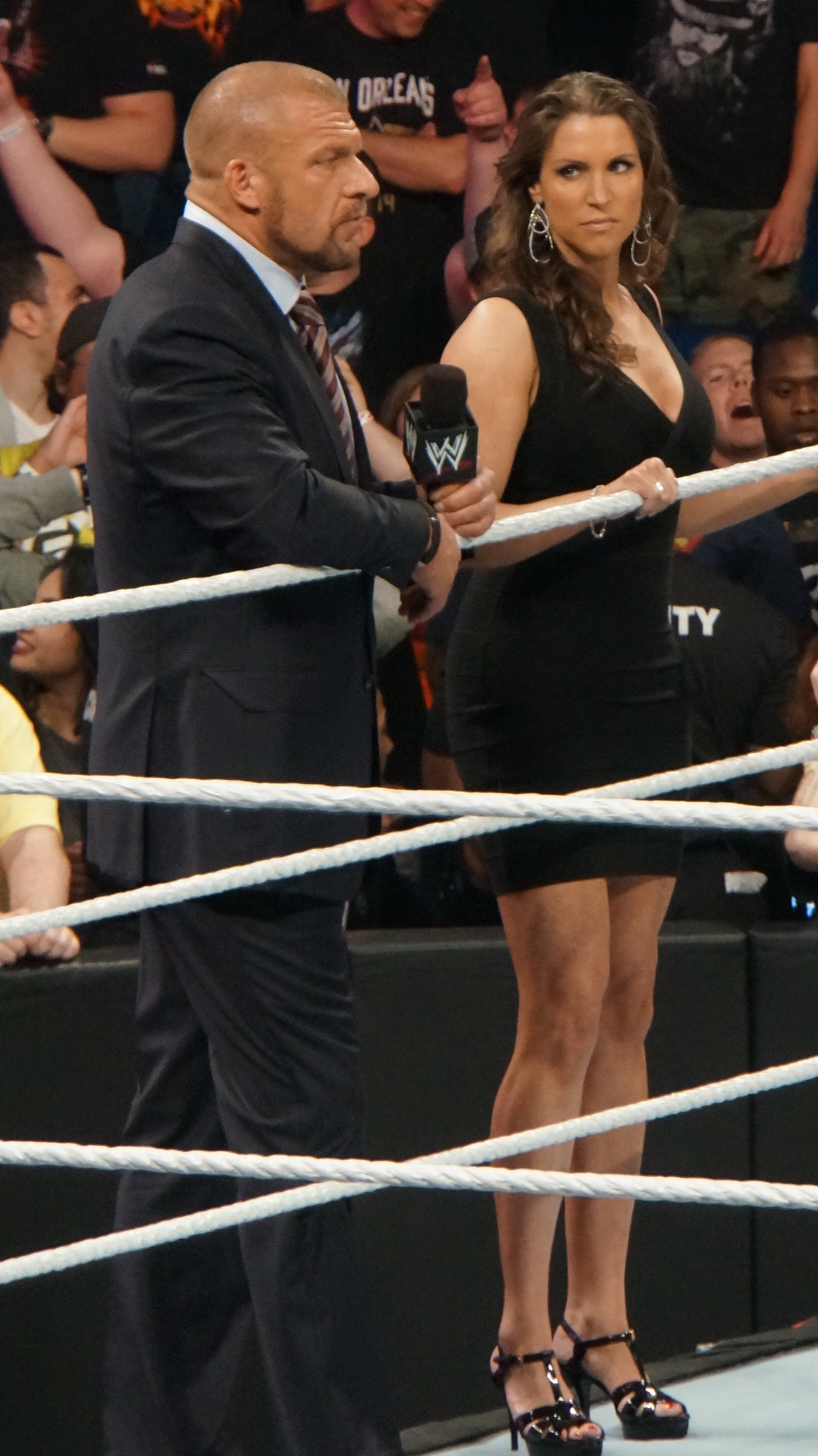
Triple H e Stephanie McMahon come The Authority

Nella puntata di Raw del 12 agosto, Triple H annunciò che sarebbe stato l'arbitro speciale del main event di SummerSlam, incontro valido per il WWE Championship tra il campione John Cena e Daniel Bryan, per poi attaccare Brad Maddox con il Pedigree. All'evento, dopo la vittoria di Bryan, Triple H attaccò Bryan con il Pedigree, permettendo a Randy Orton di incassare il Money in the Bank e vincere il titolo, compiendo un turn heel per la prima volta dal 2006. Insieme a sua moglie Stephanie, creò l'Authority con lo Shield come rinforzo e in seguito Kane come Direttore delle Operazioni. Nel corso delle settimane successive, sancì una serie di handicap match contro tutti i wrestler che mettevano in dubbio le sue decisioni, come Big Show e Dolph Ziggler, licenziando Cody Rhodes come rappresaglia per l'insolenza di quest'ultimo. Nella puntata di Raw del 7 ottobre, dopo aver "licenziato" Big Show, Show lo colpì mise K.O. e fu trasportato dai funzionari fuori dall'arena. Nella puntata di Raw del 9 dicembre dedicata agli Slammy Awards, Triple H eseguì il Pedigree ai danni di Orton, poiché, dopo essere stato spinto da Bryan, aveva colpito accidentalmente la moglie Stephanie McMahon.
A WrestleMania XXX, perse contro Bryan, concedendo così a Bryan una parte nel successivo match per il titolo contro Batista e il campione Randy Orton. Triple H aggredì Bryan dopo l'incontro, tentando poi di impedire a Bryan di vincere il titolo con l'assunzione di Scott Armstrong come arbitro corrotto; questi tentativi, però, non ebbero successo, in quanto Batista fu sottomesso da Bryan, che divenne campione. Al fine di porre fine al regno titolato di Bryan, Triple H riformò l'Evolution con Orton e Batista il 18 aprile a SmackDown, ma Bryan rimase campione grazie allo Shield che si ribellò all'Authority. Sia ad Extreme Rules, che a Payback, l'Evolution perse contro lo Shield Nella puntata di Raw del 2 giugno, Batista lasciò il gruppo dopo che Triple H rifiutò di concedergli un incontro titolato per il WWE World Heavyweight Championship. Nella stessa sera, Triple H riuscì a dividere lo Shield quando Seth Rollins tradì i suoi compagni. Nella puntata di Raw del 27 ottobre, Triple H offrì a John Cena l'opportunità di unirsi all'Authority, offerta rifiutata da Cena. Ciò portò al COO ad annunciare un five-on-five tag team elimination match per Survivor Series, tra il team Authority e il team capitanato da Cena. Nella puntata di Raw del 3 novembre, Mr. McMahon annunciò che se il team Authority avesse perso, sarebbe stato rimosso dal potere. Nella puntata di SmackDown del 21 novembre, Triple H annunciò che se il team Cena avesse perso, tutto il team, eccetto Cena, sarebbe stato licenziato. A Survivor Series, Big Show si unì all'Authority tradendo Cena, Sting fece il suo debutto in WWE, attaccando l'arbitro corrotto Scott Armstrong e Triple H, e sistemò Ziggler sul corpo di Rollins per lo schienamento decisivo, costando all'Authority la vittoria e togliendo loro il potere.

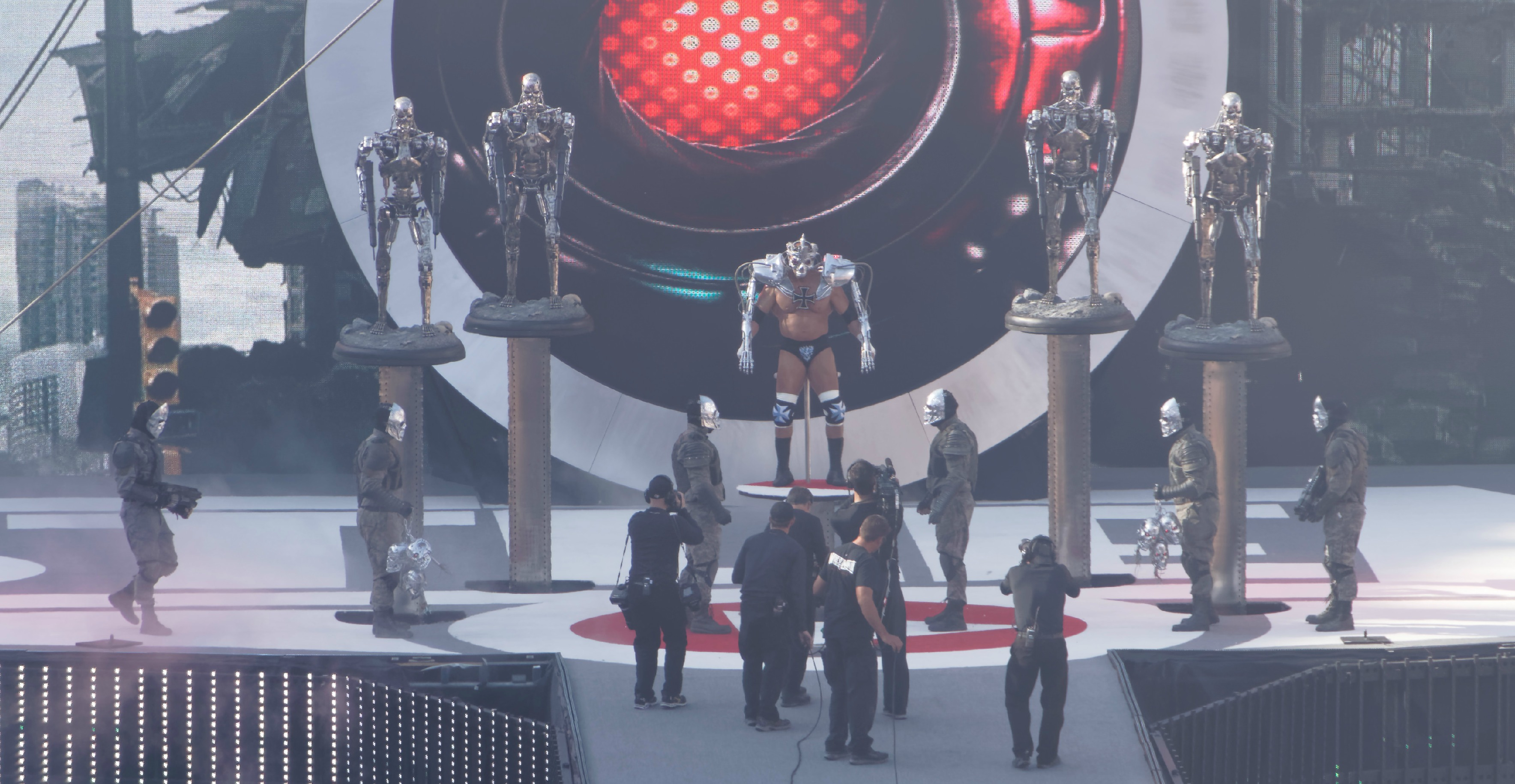
Triple H a WrestleMania 31

Dopo essere stato assente dal potere dopo un mese, il 29 dicembre, a Raw, Rollins convinse Cena a riportare l'Authority al potere, dopo aver preso in ostaggio Edge insieme a Big Show. Nella puntata di Raw del 19 gennaio 2015, Cena sconfisse Rollins, Kane e Big Show in un handicap match quando Sting distrasse l'Authority, permettendo a Cena di compiere lo schienamento vincente e fece riottenere il lavoro a Ziggler, Ryback e Erick Rowan, i quali erano stati precedentemente licenziati da Triple H e Stephanie. Il 26 gennaio, sul sito ufficiale della WWE, fu annunciato che Triple H aveva sfidato Sting ad un "faccia a faccia" a Fastlane, accettato da Sting. Al pay-per-view, non si presenta in veste di COO, ma come "The Game"; poco dopo la comparsa di Sting, tra i due scoppia la rissa: Triple H ricorre al suo sledgehammer, ma "The Icon" lo anticipa puntadogli la sua mazza da baseball al mento e indicando il logo di WrestleMania 31; nel prosieguo dell'evento, viene ufficializzato il match tra i due alla trentunesima edizione dello "Showcase of Immortals". A WrestleMania 31, sconfigge Sting e alla fine del match "The Game" stringe la mano dell'avversario in segno di rispetto. Sempre a WrestleMania, insieme alla moglie Stephanie McMahon, ha un confronto con il "People's Champion" The Rock e la campionessa femminile UFC, Ronda Rousey.
Triple H ha fatto il suo ritorno durante il royal rumble match per il WWE World Heavyweight Championship, facendo il suo non annunciato ingresso come il trentesimo partecipante. Dopo aver eliminato il campione in carica Roman Reigns, Triple H ha eliminato per ultimo Dean Ambrose, ottenendo la sua seconda vittoria della royal rumble e il suo quattordicesimo titolo del mondo. La notte successiva, a Raw, è stato annunciato che Roman Reigns, Brock Lesnar e Dean Ambrose si sarebbero affrontati in un triple threat match, che avrebbe decretato lo sfidante al WWE World Heavyweight Championship di Triple H a WrestleMania 32. A Fastlane, Roman Reigns ha sconfitto Dean Ambrose e Brock Lesnar nel triple threat match che avrebbe determinato il primo sfidante al WWE World Heavyweight Championship. La notte seguente, a Raw, Triple H ha brutalmente attaccato Reigns durante un match con Sheamus, rompendogli il naso (kayfabe). Reigns però ottenne un'atroce vendetta il 14 marzo a Raw, attaccando Triple H alla fine del match vinto contro Dolph Ziggler. Il 12 marzo, Triple H ha difeso con successo il titolo, sconfiggendo Dean Ambrose a Roadblock. A WrestleMania 32 del 3 aprile, Triple H ha perso il titolo contro Roman Reigns; in seguito alla sconfitta si è preso un periodo di pausa.

#### Faida con Seth Rollins (2016–2017)
Torna a sorpresa nella puntata di Raw del 29 agosto, durante il Fatal 4-Way Elimination match tra Big Cass, Seth Rollins, Roman Reigns e Kevin Owens valevole per il vacante WWE Universal Championship, aiutando Owens a vincere il titolo e attaccando sia Reigns sia il suo ex-pupillo Rollins con il Pedigree. Dopo essere stato assente per diverso tempo, Triple H ha iniziato alcuni mind-games nei confronti di Seth Rollins come quando, nella puntata di Raw del 23 gennaio, gli è costato il match di qualificazione al Royal Rumble match contro Sami Zayn. Successivamente, nella puntata di Raw del 30 gennaio, Triple H ha mandato il debuttante Samoa Joe ad attaccare Rollins; questo gli ha causato un infortunio al ginocchio che lo ha tenuto dalle scene per un periodo di circa otto settimane. Rollins è tornato dall'infortunio nella puntata di Raw del 13 marzo dove ha attaccato Triple H, il quale però lo ha aggredito furiosamente al ginocchio in precedenza infortunato. Successivamente dopo l'ennesimo attacco tra i due è stato sancito un Non-sanctioned match per WrestleMania 33. Tuttavia il 2 aprile a WrestleMania 33 è stato sconfitto da Rollins.

#### Ultimi match (2017–2019)
Nella puntata di Raw del 13 novembre 2017, Triple H ha fatto il suo ritorno dopo quasi otto mesi, annunciando di aver preso il posto di Jason Jordan, figlio illegittimo di Kurt Angle (kayfabe), nel team dello show rosso per il 5-on-5 Tag Team Elimination match contro SmackDown di Survivor Series; subito dopo ha steso Jordan con la sua Pedigree. Il 19 novembre, a Survivor Series, Triple H ha preso parte al 5-on-5 Traditional Survivor Series Elimination match contro il Team SmackDown risultando essere uno degli ultimi due sopravvissuti insieme a Braun Strowman; durante la contesa, inoltre, Triple H ha colpito Angle con il Pedigree, permettendo a Shane McMahon di eliminarlo. L'8 aprile, a WrestleMania 34, Triple H e sua moglie Stephanie McMahon sono stati sconfitti da Kurt Angle e Ronda Rousey. Il 27 aprile, a Greatest Royal Rumble, Triple H è stato sconfitto da John Cena.
Il 6 ottobre a Melbourne in Australia sconfigge The Undertaker in un last time ever. Nella puntata di Raw dell'8 ottobre 2018, HHH e Shawn Michaels (che tornò a lottare dopo 8 anni) sfidano i Brothers of Destruction in un match a Crown Jewel vinto dalla D-X.
Nella puntata di Raw del 25 febbraio, Triple H e molti altri appartenenti al mondo del wrestling aspettavano sul ring Ric Flair per festeggiare i suoi 70 anni, ma a sorpresa Batista ha fatto il suo ritorno attaccando lo stesso Ric Flair nel camerino di quest'ultimo effettuando un turn heel, chiedendo a Triple H se ora fosse riuscito ad ottenere la sua attenzione.
Nella puntata di Raw del 4 marzo, Triple H ha annunciato che la settimana successiva lui e Batista avrebbero avuto un faccia a faccia, visto che quest'ultimo è riuscito ad ottenere la sua attenzione. Nella puntata di Raw dell'11 marzo, Triple H e Batista hanno avuto un confronto (non faccia a faccia, poiché Batista era sulla rampa mentre Triple H era sul ring e Batista era scortato dalle guardie per non rischiare un attacco da parte di uno dei due), nel quale Batista ha detto a Triple H di volere un match contro di lui a WrestleMania 35 e Triple H ha ufficializzato un No Holds Barred Match fra i due. Nella puntata di Raw del 25 marzo, inoltre, Batista ha inviato una lettera dove chiedeva ad HHH di mettere in palio la propria carriera nel loro match, con Triple H che ha accettato. Il 7 aprile, a WrestleMania 35 ha sconfitto Batista, salvando la propria carriera.
Il 7 giugno, a Super ShowDown, è stato sconfitto da Randy Orton.
Il 25 marzo 2022, in un'intervista a ESPN, ha annunciato il ritiro in seguito ai problemi cardiaci avuti nel corso dell'anno precedente.

## Personaggio
Agli inizi della sua carriera, interpretava Hunter Hearst Helmsley, un aristocratico heel colto, ma arrogante e spocchioso, nome che poi si abbrevierà in "Triple H" quando il suo personaggio divenne più aggressivo e potente. Questo cambiamento è dovuto per lo più alla D-Generation X, dove Triple H mutò il personaggio in uno che non segue le regole e fa tutto a modo suo.
Dopo che la D-X si sciolse, il suo personaggio divenne il leader dell'Evolution. Una volta sciolta l'Evolution, e dopo una breve riunione della D-X, Triple H diventa per la sesta volta WWE Champion e, 10 anni dopo aver vinto il King of the Ring, si fa chiamare "King of Kings", entrando (in match particolari) vestito da re.
Dopo un'altra riunione della D-X e una faida con la Legacy, mette da parte la gimmick del "king of kings" per diventare il COO della WWE, un dirigente della federazione, sebbene in molte rivalità (come quella con The Undertaker e Brock Lesnar) abbia messo da parte questo personaggio per ridiventare il "King of Kings".

### Mosse finali

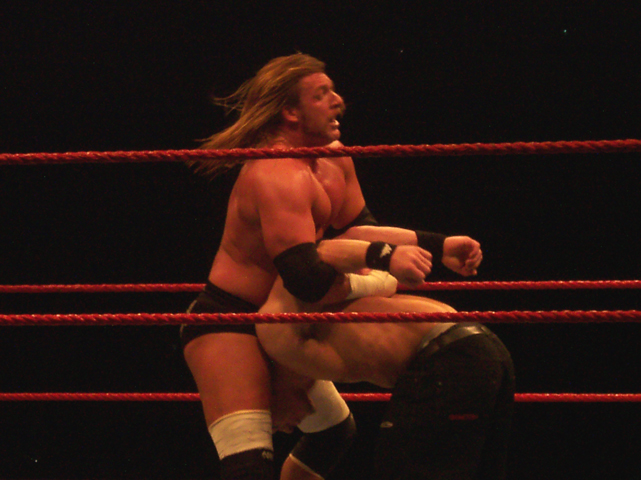
Triple H mentre esegue il Pedigree su John Cena

- Pedigree (Kneeling double underhook facebuster) – dal 1995[196]
- Pedigree Pandemonium / Pedigree Perfection (Cutter) – 1994–1995[197]
- Inverted indian deathlock – WCW[198]

### Soprannomi
- "The Cerebral Assassin"
- "The Connecticut Blueblood"[199]
- "The Game"
- "The King of Kings"

## Vita privata
Triple H fu fidanzato per diversi anni con la wrestler Chyna. È sposato dal 2003 con Stephanie McMahon; la coppia ha tre figlie (Aurora Rose, Murphy Claire e Vaughn Evelyn). È anche un appassionato di calcio e la squadra per cui fa il tifo è il West Ham United.

## Titoli e riconoscimenti
- International Sports Hall of Fame
  - Classe del 2015
- International Wrestling Federation
  - IWF Heavyweight Championship (1)
- Pro Wrestling Illustrated

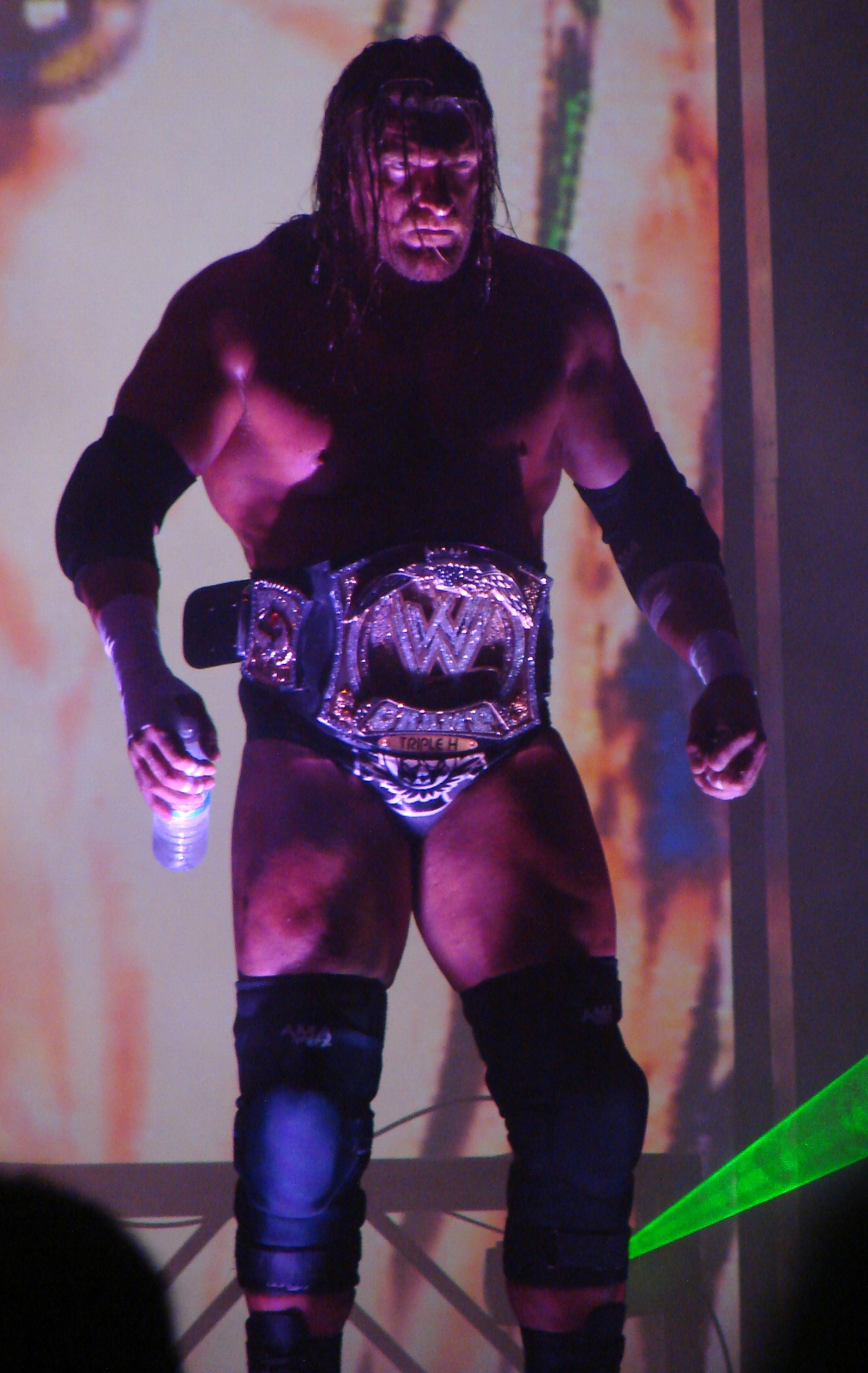
Triple H con il WWE Championship, titolo che ha vinto nove volte

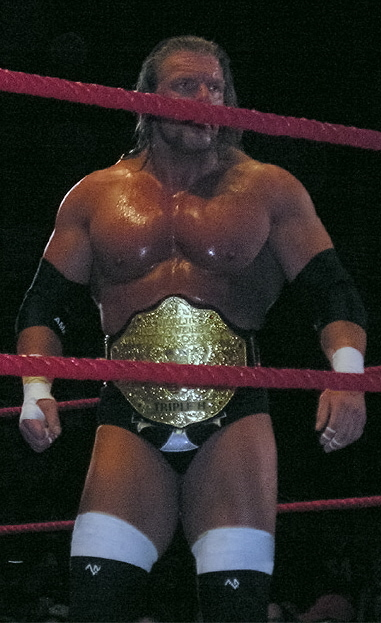
Triple H con il World Heavyweight Championship, che ha vinto per cinque volte e di cui detiene il più alto numero di giorni combinati come campione con 616

  - Feud of the Year (2000) - vs. Kurt Angle
  - Feud of the Year (2004) - vs. Chris Benoit
  - Feud of the Year (2009) - vs. Randy Orton
  - Feud of the Year (2013) - Authority vs. Daniel Bryan
  - Match of the Year (2004) - vs. Shawn Michaels e Chris Benoit a WrestleMania XX
  - Match of the Year (2012) - vs. The Undertaker a WrestleMania XXVIII
  - Most Hated Wrestler of the Decade (2000–2009)
  - Most Hated Wrestler of the Year (2003, 2004, 2005, 2013, 2014[nota 1])
  - Wrestler of the Decade (2000–2009)
  - Wrestler of the Year (2008)
  - 1º tra i 500 migliori wrestler singoli nella PWI 500 (2000, 2009)
  - 139º tra i 500 migliori wrestler singoli nella PWI Years (2003)
- Rolling Stone
  - Most Improbably Awesome Match of the Year (2017) - Team Angle vs. Team McMahon a Survivor Series 2017
- World Wrestling Federation/Entertainment
  - WWE Championship[201](9)
  - World Heavyweight Championship (5)
  - WWE Intercontinental Championship[202] (5)
  - World Tag Team Championship[203] (2) – con Shawn Michaels (1) e Steve Austin (1)
  - WWF European Championship (2)
  - WWE Tag Team Championship (1) – con Shawn Michaels
  - WWE Hall of Fame (classe del 2019) – come membro della D-Generation X
  - WWE Hall of Fame (2025)
  - King of the Ring (edizione 1997)
  - Royal Rumble (edizione 2002 e 2016)
  - Triple Crown Champion
  - 2º Grand Slam Champion (vecchio formato)
  - Slammy Award (3)
    - Best Hair (edizione 1997)
    - Match of the Year (edizione 2012) - vs. The Undertaker in un hell in a cell match a WrestleMania XXVIII
    - OMG Moment of the Year (2011) - Triple H esegue una Tombstone Piledriver su The Undertaker che effettua il kick out a WrestleMania XXVII
- WrestleCrap
  - Gooker Award (2002) - storyline su Katie Vic con Kane[204]
- Wrestling Observer Newsletter
  - Best Booker (2015) - con Ryan Ward
  - Feud of the Year (2000) - vs. Mick Foley
  - Feud of the Year (2004)  - vs. Shawn Michaels e Chris Benoit
  - Feud of the Year (2005) - vs. Batista
  - Most Overrated (2002, 2003, 2004, 2009)
  - Readers' Least Favorite Wrestler (2002, 2003)
  - Worst Feud of the Year (2002) - vs. Kane
  - Worst Feud of the Year (2006) - con Shawn Michaels vs. Vince McMahon e Shane McMahon
  - Worst Feud of the Year (2011) - vs. Kevin Nash
  - Worst Worked Match of the Year (2003) - vs. Scott Steiner a Royal Rumble 2003
  - Worst Worked Match of the Year (2008) - vs. Vladimir Kozlov e Edge a Survivor Series 2008
  - Worst Worked Match of the Year (2018) - con Shawn Michaels vs. The Brothers of Destruction a Crown Jewel 2018
  - Wrestler of the Year (2000)
  - Wrestling Observer Newsletter Hall of Fame (classe del 2005)

## Filmografia

### Cinema
- Blade: Trinity, regia di David S. Goyer (2004)
- Relative Strangers - Aiuto! sono arrivati i miei, regia di Greg Glienna (2006)
- The Chaperone - In gita per caso (The Chaperone), regia di Stephen Herek (2011)
- Amicizia a rischio (Inside Out), regia di Artie Mandelberg (2011)

### Televisione
- Pacific Blue (1998)
- The Drew Carey Show (1998)
- MADtv (2001)
- The Bernie Mac Show (2005)
- Punk'd (2005)
- Billions – serie TV, episodio 7x06 (2023)
- Mr. McMahon - miniserie TV, 6 episodi (2024)

### Doppiaggio
- Robot Chiken (2009)
- Scooby-Doo! e il mistero del wrestling (Scooby-Doo! WrestleMania Mystery), regia di Brandon Vietti (2014)

### Altro
- WWE Workout Series (2014)

## VHS/DVD dedicati a Triple H
- Triple H - That Damn Good (2002)[205]
- Triple H: The Game (2002)[205]
- D-Generation X (2006)[205]
- The New and Improved DX (2007)[205]
- Triple H - The Kings of Kings (2008)[205]
- DX: One Last Stand (2011)[205]
- Triple H - Thy Kingdom Come (2013)[205]
- The Kliq Rules (2015)[205]

## Nei videogiochi
- WWF War Zone[206]
- WWF Attitude – (in copertina)[207]
- WWF WrestleMania 2000 – (in copertina)[208]
- WWF SmackDown![209]
- WWF Royal Rumble[210]
- WWF No Mercy – (in copertina)[211]
- WWF SmackDown! 2: Know Your Role – (in copertina)[212]
- Fire Pro Wrestling[213]
- WWF Betrayal – (in copertina)[214]
- WWF Road to WrestleMania[215]
- WWF SmackDown! Just Bring It – (in copertina)[216]
- WWE Raw – (in copertina)[217]
- WWE WrestleMania X8[218]
- WWE Road to WrestleMania X8 – (in copertina)[219]
- WWE SmackDown! Shut Your Mouth – (in copertina nella versione americana)[220]
- WWE Crush Hour[221]
- WWE WrestleMania XIX[222]
- WWE Raw 2 – (in copertina)[223]
- WWE SmackDown! Here Comes the Pain[224]
- WWE Day of Reckoning – (in copertina)[225]
- WWE SmackDown! vs. Raw[226]
- WWE Survivor Series[227]
- WWE WrestleMania 21[228]
- WWE Day of Reckoning 2 – (in copertina)[229]
- WWE SmackDown! vs. Raw 2006[230]
- WWE SmackDown vs. Raw 2007 – (in copertina)[231]
- WWE SmackDown vs. Raw 2008[232]
- WWE SmackDown vs. Raw 2009 – (in copertina)[233]
- WWE SmackDown vs. Raw 2010[234]
- WWE SmackDown vs. Raw 2011[235]
- WWE All Stars[236]
- WWE '12[237]
- WWE '13[238]
- WWE 2K14[239]
- WWE SuperCard[240]
- WWE 2K15[241]
- WWE Immortals[242]
- WWE 2K16[243]
- WWE 2K17
- WWE 2K18
- WWE 2K19
- WWE 2K20
- WWE 2K Battlegrounds
- WWE 2K22
- WWE 2K23
- WWE 2K24

## Doppiatori italiani
Nelle versioni in italiano delle opere in cui ha recitato, è stato doppiato da:
- Claudio Fattoretto in Blade: Trinity
- Massimo Bitossi in The Chaperone - In gita per caso
- Dario Oppido in Amicizia a rischio
- Riccardo Lombardo in Billions
- Emanuele Durante in Mr. McMahon